# Mobiliário de Lina Bo Bardi
Lina Bo Bardi foi uma renomada arquiteta modernista, que além de contribuir para a arquitetura, foi figura central no desenvolvimento do mobiliário moderno brasileiro. Unindo os ideais modernistas com as tradições e materiais locais, Lina desenhava móveis que se adaptavam ao contexto local e que contribuíram para o surgimento de um mobiliário autenticamente nacional. Dentre as centenas de móveis projetados por Lina, o mais célebre deles é a Poltrona Bowl, peça que foi responsável por alavancar sua fama internacional e que atualmente faz parte do acervo permanente do MoMA.

## Contexto Histórico
Durante os anos 40 o Brasil se torna destino para muitos imigrantes europeus, Lina Bo Bardi decide migrar para o Brasil em 1946, chegando aqui ela encontra um país em um processo de grandes transformações econômicas, políticas, sociais e culturais. O país deixava de ser essencialmente agrário e dava seus primeiros passos rumo à industrialização e urbanização, este processo se inicia na ditadura do Estado Novo com Vargas (1937 – 1946) e se intensifica nos governos de JK (1956 – 1961). Lina enxergava com entusiasmo o desenvolvimento industrial brasileiro, porém, tinha o temor que o país pudesse ser invadido por produtos repletos de modismos de outras nações que ignoraram completamente a cultura local. Com esta preocupação, a arquiteta passa a projetar tendo como fonte de inspiração a cultura popular brasileira e busca criar uma identidade nacional que se oponha aos estilos estrangeiros.

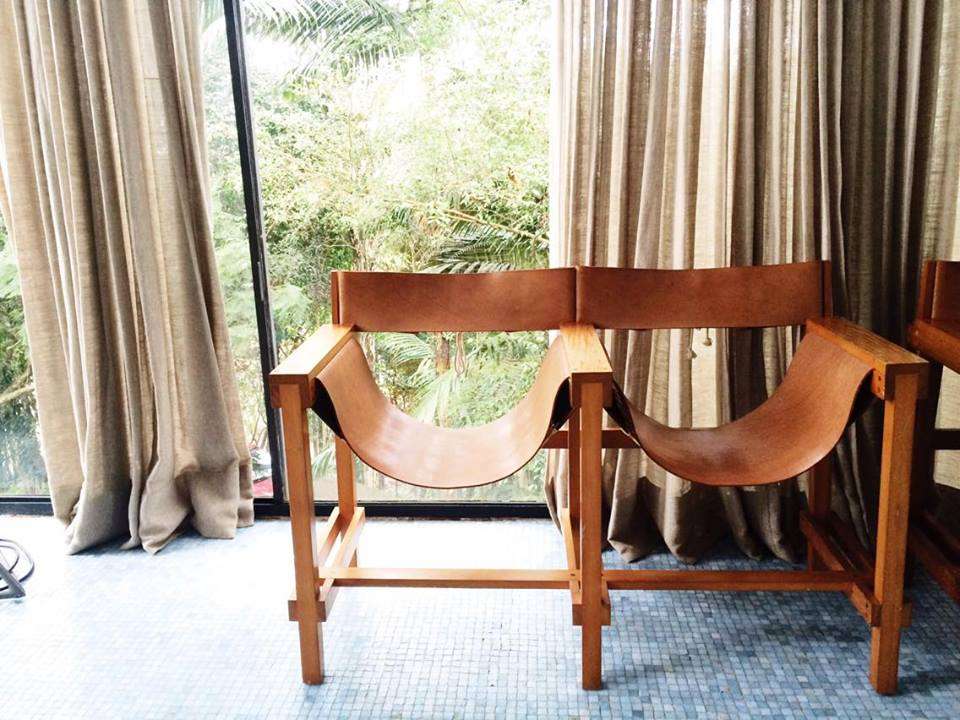
Cadeiras de Lina Bo Bardi na Casa de Vidro

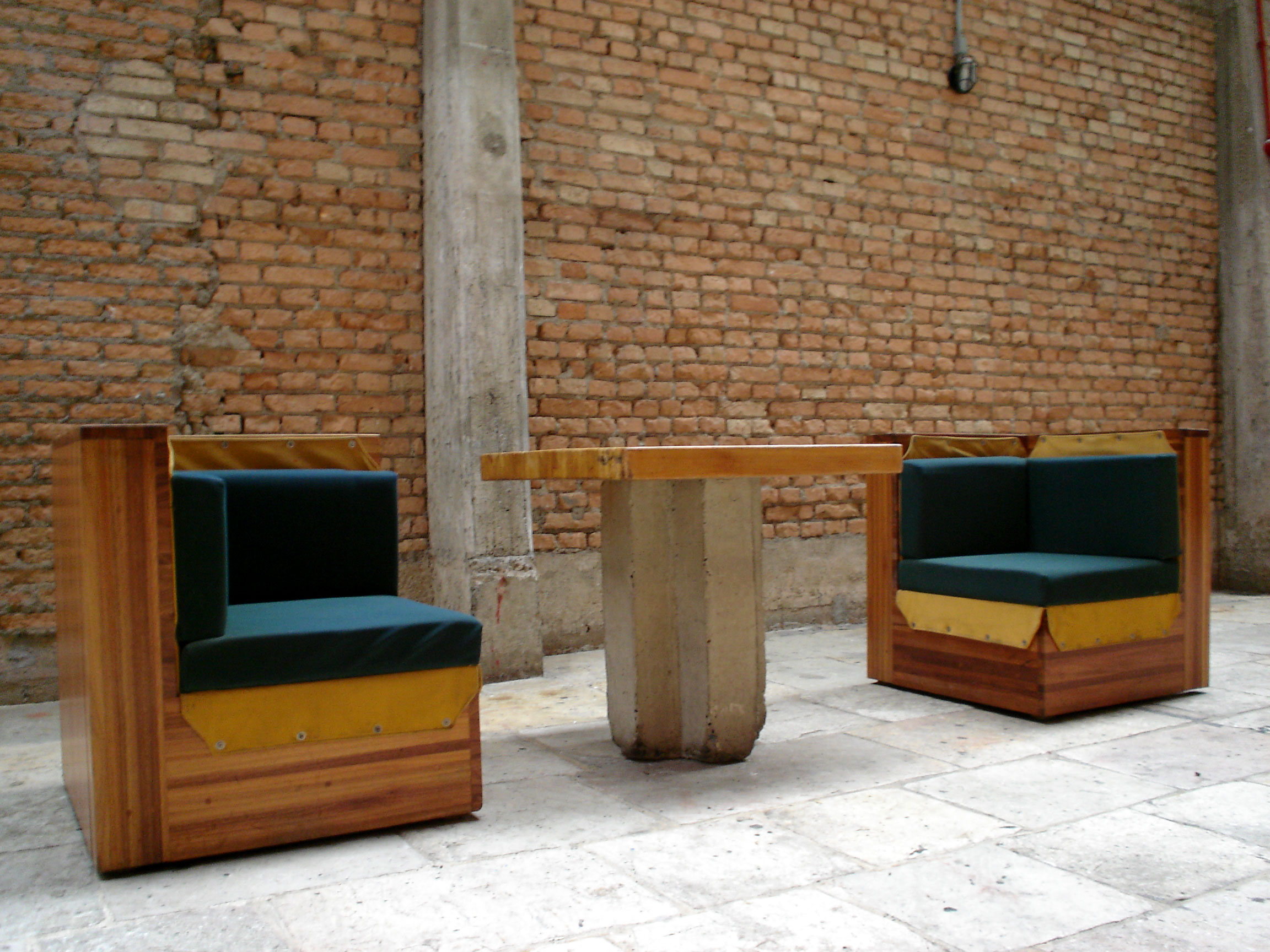
Bancos de Lina Bo Bardi no SESC Pompéia.

## Período no Studio Palma e Fábrica Pau Brasil
Lina Bo Bardi começou a fazer seus primeiros desenhos de mobiliários quando ainda estava atuando na Itália, junto de seu amigo Carlo Pagani no estúdio “Bo e Pagani”. Já nos primeiros projetos como o da “Casa sul mare di Sicilia” já se fazia presente a valorização da cultura local alinhada à arquitetura e a ambientação.  Ao se mudar para o Brasil os projetos de mobiliário de Lina se tornaram mais expressivos, com a fundação do Studio de Arte Palma e a fábrica de móveis Pau Brasil Lina desenha mais de uma centena de móveis. Nesta fase a designer buscou experimentar diferentes tipos de materiais em seus móveis, como compensado de madeiras genuinamente brasileiras, tecidos de chita, couro e ferro. Para cada projeto Lina realizava uma análise profunda sobre os costumes e formas de vida dos brasileiros, um exemplo disso são seus estudos a respeito de como o corpo se adequa às redes de balanço e a posição de cócoras. Posteriormente esses estudos serviram como base para a produção de alguns móveis, como a Cadeira Tripé. Durante sua atuação no Studio Palma Bo Bardi produziu alguns de seus móveis mais famosos, como a Poltrona Zig Zag, a Poltrona de Balanço e a Cadeira Tripé. Contudo, em 1950 o Studio Palma e a fábrica de móveis Pau Brasil fecham suas portas por conta do pouco sucesso comercial mas apesar do fim do estúdio, Bo Bardi seguiu projetando móveis, mesmo que com menos frequência.

## Principais obras

#### Cadeira dobrável do auditório do MASP (1947)
Criada em 1947, a cadeira dobrável surgiu por uma necessidade de mobiliários modernos que pudessem compor o auditório do museu, esse modelo pretende ser prático através de sistema de dobra que facilita o empilhamento. Bo Bardi se inspirou em cadeiras de circo para criá-la. É considerada uma das primeiras cadeiras verdadeiramente modernistas.

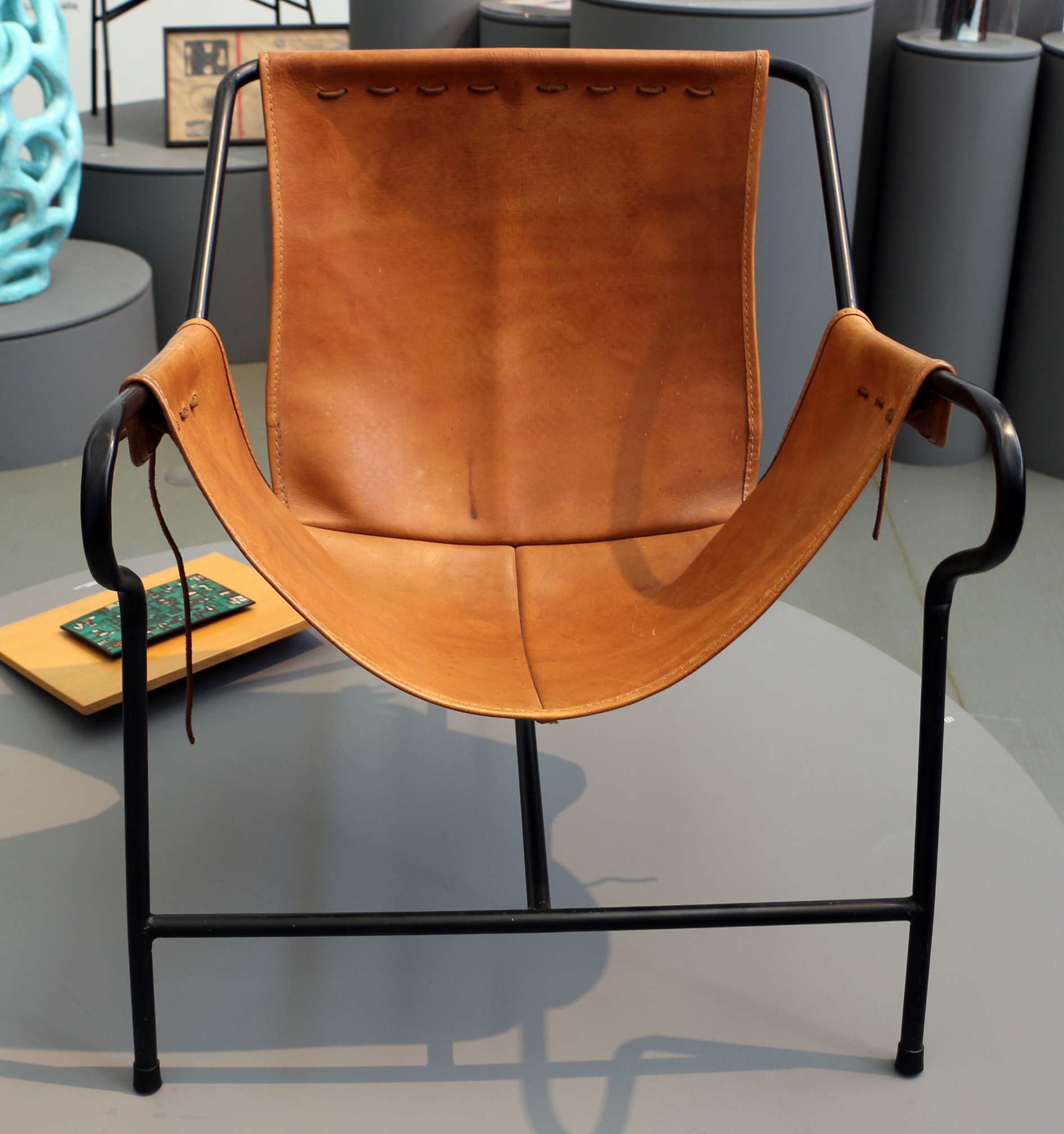
Poltrona Tripé de Lina Bo Bardi (1948).

#### Poltrona Tripé (1948)
Inspirada pelos costumes populares de se repousar em redes, Bo Bardi lança no início dos anos 1950 a Poltrona Tripé, este item incorpora a ideia de assento-encosto em uma estrutura única até então. Seu design feito com lona de couro solta e leve, unido de sua estrutura metálica permite uma movimentação e um ajuste ao corpo. É uma poltrona que representa o progresso industrial e a produção em massa, sendo considerada um marco do mobiliário brasileiro.

#### Poltrona de Balanço (1948-1949)
Projetada entre 1948 e 1949 para a biblioteca da Casa de Vidro, essa poltrona tem formas arredondadas em voga na época por conta das obras de Oscar Niemeyer e do organicismo de Rino Levi. Feita de madeiras como cedro, freijó, imbuia e sucupira.

#### Poltrona para auditório (1950)
Criada em 1950 para ocupar o maior auditório do Museu de Arte de São Paulo, a Poltrona para auditório tem como seu diferencial toda a sua estrutura ser feita em aço tubular cromado, além dos encostos estofados de plástico cinza.

#### Cadeira Preguiçosa (1951)
Projetada em 1951 em centro maciço e sisal natural, a cadeira faz referência às redes de balanço possuindo uma trama que permite uma circulação de ar, além disso, a cadeira tem como maior diferencial propor se sentar de cócoras, algo comum na cultura indígena.

#### Poltrona Bowl (1951)
Criada por Lina Bo Bardi em 1951, a Poltrona Bowl é provavelmente sua obra mobiliária mais famosa. Essa peça consiste em duas partes soltas: um assento semiesférico e um suporte de ferro com quatro pés, que envolve somente a base do assento, o que dá a sensação ao observador de que a peça está flutuando. Para projetar a poltrona, Bo Bardi se inspirou nas tigelas entalhadas por caiçaras. É um móvel que se adapta ao “sentar” próprio e individual de seu ocupante. A obra garantiu visibilidade internacional à arquiteta e tornou-se símbolo de seu pensamento, mostrando a infinidade de possibilidades na interação do homem com o objeto.

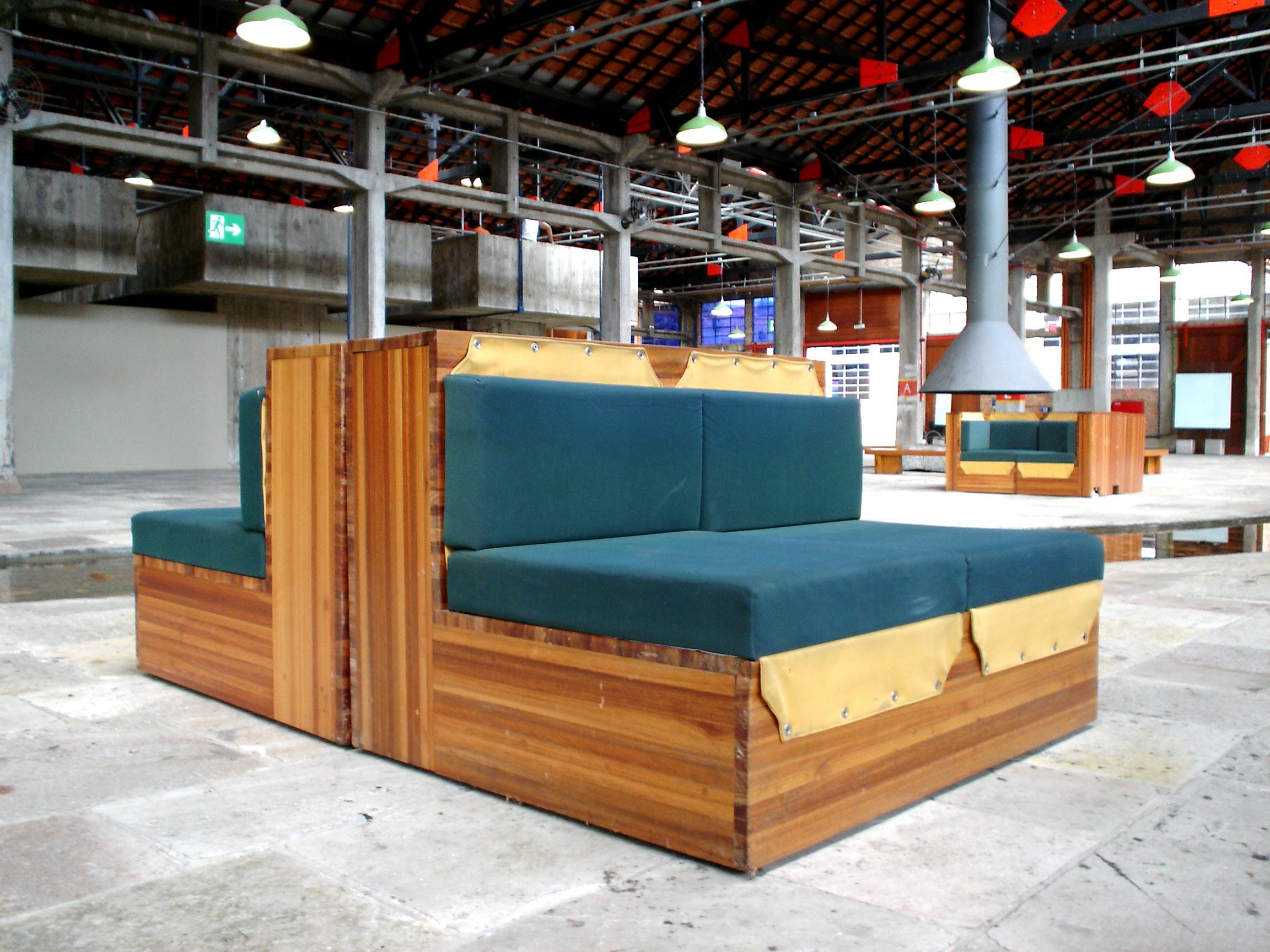
Bancos de Lina Bo Bardi no SESC Pompéia

#### Banco Sesc Pompéia (1979-1980)
Para o mobiliário do Sesc Pompeia, Bo Bardi desenvolveu um estilo fundamentado na simplicidade dos materiais e da estética. Pode-se perceber isso nos bancos de laminado industrial e madeira maciça criados entre 1979 e 1980 para o ambiente do restaurante.

#### Cadeira Girafa (1986)
Criada em conjunto com Marcelo Ferraz e Marcelo Suzuki, a Girafa foi concebida como uma cadeira para o restaurante Casa do Benini. Seguindo a linha de simplicidade do design de Lina, essa cadeira permite o empilhamento em espiral e, originalmente, era feita com madeira de Pinheiro do Paraná.  O nome vem da altura do espaldar em formato de “T” 